# Komposit
 Der er for få eller ingen kildehenvisninger i denne artikel, hvilket er et problem. Du kan hjælpe ved at angive troværdige kilder til de påstande, som fremføres i artiklen.

Komposit er et materiale, som er en sammensætning af forskellige materialer, hvilket forårsager, at produktet får bedre egenskaber. 
Ofte vil kompositmaterialet være både lettere og stærkere end konventionelle materialer afhængig af materialesammensætningen.
Egypterne var sandsynligvis de første til at anvende kompositmaterialer. De blandede for ca. 3.000 år siden siv med ler, hvilket virkede som armering ved bygning af hytter/ huse.
I dag har denne materialegruppe udviklet sig til avancerede materialer mest brugt i produkter med krav til lav vægt og høj styrke og/eller stivhed.
Ser man bort fra armeret-beton, er de mest anvendte kompositter en blanding af glasfiber og hærder.
En speciel fibergruppe, som igen er taget i anvendelse industrielt, er naturfibre. Disse fibre har ofte stor stivhed i forhold til vægt og er et miljøvenligt alternativ til kunstigt fremstillede fibre.
Nogle af de mest brugte naturfibre brugt i komposit er hamp, jute, sisal og bomuld.
I takt med de resultater, som forskningen inden for nanoteknologien har udvist, har der vist sig helt nye muligheder i at udvikle nye kunstige kompositmaterialer med andre egenskaber, end hvad der umiddelbart findes hos naturligt forekommende materialer. Denne form for materialer, der betegnes metamaterialer, findes endnu kun på forskningsniveau.

## Kompositprodukter
- Beholdere
- Både
- Flydele
- Vindmøllevinger
- Rør
- Sikkerhedshjelme
- Skibe
- Skudsikre veste
- Sportsudstyr
- Tandfyldninger
- Vejbelægninger
- Metamaterialer – er kompositmaterialer med andre egenskaber end umiddelbart forventet (kun på forskningsniveau)

## Fremstilling af fiber kompositter
Til fremstilling af fiber kompositter, oftest kul- og glasfiberkomposit benyttes primært tre metoder, håndoplæg, vacuum infusion og prepreg. Glasfiber armeret plast er langt det mest fremherskende.

### Håndoplæg
Håndoplæg består i at rå fibre bliver lagt på en form hvorefter de tilføres en mængde resin, med pensel eller rulle, hvorefter det næste lag fibre bliver lagt. Denne metode har meget lave udstyrskrav, men delene der kan produceres er også af lavere standard end ved andre metoder, typisk med en fiberandel på omkring 35%.
Der er dog stor frihed med denne metode, og der kan laves emner med stor tykkelse.
Der findes også en række hybridmetoder mellem håndoplæg og vacuum infusion hvis der ønskes stor tykkelse og høj fiberandel. Ved først at lave et håndoplæg og herefter suge vacuum kan sådanne egenskaber opnås, der er dog væsentlige besværligheder.

### Vacuum infusion
Til denne metode anvendes rå fibre der draperes ud over en form i de ønskede retninger og antal lag. Herefter lægges der en række hjælpematerialer over, ofte en 'peel-ply', en hulfolie og et fordelermedie, de to førstes funktion er at hjælpe med at fjerne fordelermediet efter støbningen og fordelermediet, ofte en form for plastic-net, er til for at fordele matrixen ud over fibrene i en rimelig hastighed.
Efter dette lægges en lufttæt dug, der tætnes og tilføres ind og udløb. Nu kan luften suges ud, og herefter kan en slange bruges til at suge matrixen op i formen ved hjælp af undertrykket. Herefter størkner matrixen under stort undertryk, således at kompositten bliver komprimeret for at få en høj fiberandel, typisk op imod 55%.
Når matrixen er størknet kan produktet afformes og hjælpematerialerne tages af, hvorefter delen eventuelt kan efterhærdes ved højere varme.
Denne metode er fordelagtig da udstyrsprisen er relativt lav, og der i princippet ikke er nogen begrænsning på formstørrelsen, dog kan emnetykkelsen sætte en begrænsning. Derfor anvendes vacuum infusion oftest til skibsskrog og vindmøllevinger.

### Pre impregnerede fibre
Denne metode anvender pre impregnerede fibre, altså fibre der allerede er indkapslet i en ustørknet resin. Disse lægges i en form, og hærdes herefter ved stort tryk og høj temperatur, oftest i en autoklave.
Denne metode kræver en autoklave, der oftest er meget dyr, til gengæld kan der opnås meget høje fiberandele op imod 70%, og processen kan styres meget præcist. Derfor anvendes denne metode ofte til meget dele med meget høje krav til ydelse og mindre krav til pris, som dele til motorsport.

Da processen er dyr anvendes næsten udelukkende kulfibre, de stærkeste kommercielle fibre, da fiberprisen har en relativt lille indflydelse på den samlede pris. Da fibrene allerede er imprægnerede i resin der langsomt størkner har de en endelig udløbstid, ofte i omegnen af et år hvis de opbevares på frost. Dette sætter øgede krav til opbevaring og forbrug i forhold til rå fibre som anvendes ved håndoplæg og vacuum infusion.